# Delostichus phyllotis
Delostichus phyllotis är en loppart som beskrevs av Johnson 1957. Delostichus phyllotis ingår i släktet Delostichus och familjen Rhopalopsyllidae. Inga underarter finns listade i Catalogue of Life.